# Holy Records
Holy Records est un label discographique français de heavy metal, basé à Villevêque.

## Histoire
Holy Records est fondé en septembre 1992 par Philippe Courtois de l'Argilière (Misanthrope) et Séverine Foujanet. À l'origine associatif pendant 2 ans, le label devient une SARL en 1994. Le label gagne en notoriété en proposant des formats digipack au prix des EP. C'est Séverine Foujanet qui est à l'origine des digipacks et des artworks des albums produits. Le label est distribué dans le nord de l'Europe (Pays-Bas, Belgique) avant d'être distribué en France.

## Groupes et artistes

### Heavy metal
- Argile
- Balrog
- Chaostar
- Division Alpha
- Elend
- Frozen Shadows
- Garwall
- Gloomy Grim
- Godsend
- Hantaoma
- Inactive Messiah
- Kadenzza
- Legenda
- Misanthrope
- Mistaken Element
- Natron
- Nightfall
- Ominous
- On Thorns I Lay
- Orakle
- Orphaned Land
- Septicflesh
- Serenity
- Soulgrind[3]
- S.U.P / Supuration
- Trepalium
- Tristitia
- Ufych Sormeer
- Yearning[4] (jusqu'en 2006[5])

### Autres genres
- Am'ganesha'n – musiques du monde, heavenly voices ;
- Stille Volk – pagan folk occitan ;
- Rajna – musique gothique (heavenly voices et musique planante à forte coloration musiques du monde).